# Franciszek Woźniak
Franciszek Woźniak (ur. 7 sierpnia 1932 w Rawiczu, zm. 14 stycznia 2009 w Bydgoszczy) – polski kompozytor, pianista i pedagog; rektor Akademii Muzycznej w Bydgoszczy.

## Życiorys
W 1960 ukończył studia kompozytorskie pod kierunkiem Tadeusza Szeligowskiego w Państwowej Wyższej Szkole Muzycznej w Poznaniu. Z pracą kompozytorską łączył działalność pianistyczną, dydaktyczną i organizatorską. Od 1973 wykładał kompozycję i przedmioty teoretyczne w Państwowej Wyższej Szkole Muzycznej w Gdańsku, a od 1978 kontynuował pracę w Państwowej Wyższej Szkole Muzycznej w Bydgoszczy, z którą był związany do śmierci i gdzie w 1992, uzyskał tytuł profesora zwyczajnego. Tam też pełnił liczne funkcje we władzach uczelni, m.in. dziekana Wydziału Wychowania Muzycznego (1980), dziekana Wydziału Wokalno-Aktorskiego (1980–1981), prorektora (1981–1987), rektora (1987–1993) oraz kierownika Katedry Teorii Muzyki i Kompozycji (1987–2002).
Ponadto w latach 1975–1981 pełnił funkcję prezesa Oddziału Poznańskiego Związku Kompozytorów Polskich, a w latach 1975–1990 był członkiem Komisji Repertuarowej Festiwalu Poznańska Wiosna Muzyczna.

## Twórczość
W swojej twórczości reinterpretował znane z przeszłości gatunki muzyczne, czyniąc ważnym elementem kształtowania wyrazu liryzm, oryginalną harmonię, rytm i barwę. Asymilował niektóre zdobycze awangardy, wprowadzając do swoich utworów oryginalnie traktowaną dodekafonię, kontrolowane konstrukcje aleatoryczne oraz elementy sonoryzmu eststycznie i ideowo bliskie bardziej poetyckiej niż awangardowej wizji brzmienia. 
Dorobek twórczy Woźniaka obejmuje ok. 100 dzieł, wśród których są utwory orkiestrowe, kameralne, na instrumenty solowe oraz wokalno-instrumentalne, a także utwory sceniczne (opery balety), muzyka teatralna i plenerowa, transkrypcje fortepianowe. Jego kompozycje były wykonywane na festiwalach krajowych i zagranicznych, a także zostały utrwalone w nagraniach Polskiego Radia i na płycie. Był też autorem artykułów poświęconych zagadnieniom teorii muzyki.

## Wybrane kompozycje
(na podstawie materiałów źródłowych)
- Nokturn na fortepian (1955)
- Lekcja fruwania, opera, libretto Mieczysława Buczkówna (1959)
- Muzyka na smyczki, fortepian i perkusję (1960)
- I koncert fortepianowy (1962)
- Kołysanka na skrzypce i fortepian (1962)
- Dwanaście etiud na fortepian (1962–1965)
- Vamandaria, improwizacja na skrzypce i orkiestrę (1963)
- Concertino na trąbkę i orkiestrę (1966)
- Kantata piastowska dla recytatora, chór żeński, chór męski, chór chłopięcy i orkiestrę, do słów Ryszarda Daneckiego (1967)
- Impromptu na orkiestrę (1967)
- Koncert wiolonczelowy (1969)
- Symfonia na perkusję (1970)
- Epitafium dla recytatora, na baryton, chór i orkiestrę, do słów Władysława Broniewskiego (1971)
- I symfonia na fortepian i orkiestrę (1972)
- Słowo Kopernika na chór mieszany, do słów Mikołaja Kopernika (1973)
- II symfonia na fortepian i orkiestrę (1977)
- Promienie na orkiestrę (1995)
- Anagramy na orkiestrę smyczkową (2007)

## Nagrody i odznaczenia
(na podstawie materiałów źródłowych)

### Nagrody branżowe (za kompozycje)
- 1959 – nagroda poznańskiego klubu „Od Nowa” za muzykę do sztuki Woyzzeck Georga Büchnera
- 1959 – nagroda poznańskiego klubu „Od Nowa” za operę kameralną Lekcja fruwania
- 1960 – wyróżnienie na Konkursie Młodych Kompozytorów ZKP w Warszawie za Muzykę na smyczki, fortepian i perkusję
- 1971 – III nagroda na konkursie kompozytorskim w Warszawie za Epitafium
- 1977 – II nagroda na III Biennale Sztuki dla Dziecka w Poznaniu za muzykę do sztuki Ptam Krystyny Miłobędzkiej

### Nagrody państwowe
- 1977 – Odznaka Honorowa Miasta Poznania
- 1978 – Medal Komisji Edukacji Narodowej
- 1979 – Nagroda Prezesa Rady Ministrów za twórczość dla dzieci
- 1979 – Złoty Krzyż Zasługi
- 1985 – Nagroda Ministra Kultury i Sztuki II stopnia
- 1996 – Nagroda Ministra Kultury i Sztuki I stopnia
- 1999 – Krzyż Oficerski Orderu Odrodzenia Polski
- 2005 – Medal Prezydenta miasta Bydgoszczy